# 厚荚红豆
厚荚红豆（学名：Ormosia elliptica）为豆科红豆属下的一个种。

## 扩展阅读
- 維基物種上的相關：厚荚红豆